# Boletus auripes
A Boletus auripes é uma espécie de fungo boleto da família Boletaceae. Descrito pela primeira vez em Nova York em 1898, o fungo é encontrado no leste da Ásia, na América Central e no leste da América do Norte, do Canadá à Flórida. É uma espécie micorrízica e geralmente cresce em associação com carvalhos e faias.
Os basidiomas (cogumelos) formados pelo fungo têm píleos convexos a quase planos com até 13 cm de largura. O estipe têm até 10 cm de comprimento por 3 cm de espessura e apresenta reticulações (cristas em forma de rede) na parte superior. Com exceção do píleo marrom, toda a superfície do cogumelo é amarela. O cogumelo B. auripes é comestível. Ele pode ser distinguido de outros boletos amarelos semelhantes por diferenças na cor, no grau de reticulação do estipe e na distribuição.

## Taxonomia
A espécie foi originalmente descrita pelo micologista americano Charles Horton Peck em 1898. Peck coletou o holótipo em Port Jefferson, Nova York. Em 1945, Rolf Singer propôs a variedade Boletus auripes var. aureissimus como uma nova combinação do nome Ceriomyces aureissimus descrito por William Alphonso Murrill em 1938; esse táxon é agora considerado uma espécie distinta sob o nome Boletus aureissimus. Em 1936, Wally Snell relatou ter encontrado um espécime de Boletus crassipes, outra espécie descrita por Peck, em Mount Gretna, Pensilvânia. Snell sugeriu que, embora a B. crassipes pudesse ser uma espécie válida, diferenciada da B. auripes por uma cor marrom mais profunda do píleo, carne amarela que não desbota para branco e um estipe com uma cor mais amarelo-alaranjada e reticulação mais extensa, ele admitiu que não estava claro que as características morfológicas entre as duas não se sobrepunham e que seriam necessárias mais coletas para esclarecer quaisquer diferenças entre eles. Alguns anos depois, ele estava mais convencido de sua posição e considerou os dois coespecíficos. As autoridades taxonômicas Index Fungorum e MycoBank, no entanto, não reconhecem essa sinonímia putativa.
No gênero Boletus, a B. auripes é classificada na seção Appendiculati. As espécies dessa seção são caracterizadas por terem um píleo seco com uma textura na superfície que varia de lisa a um pouco tomentosa, carne amarela, um estipe reticulado e um sabor suave. Outros boletos norte-americanos dessa seção incluem Boletus speciosus e Butyriboletus regius.
O epíteto específico auripes significa “pé amarelo dourado”. É comumente conhecido como “boleto de pé amanteigado” (butter-foot bolete).

## Descrição

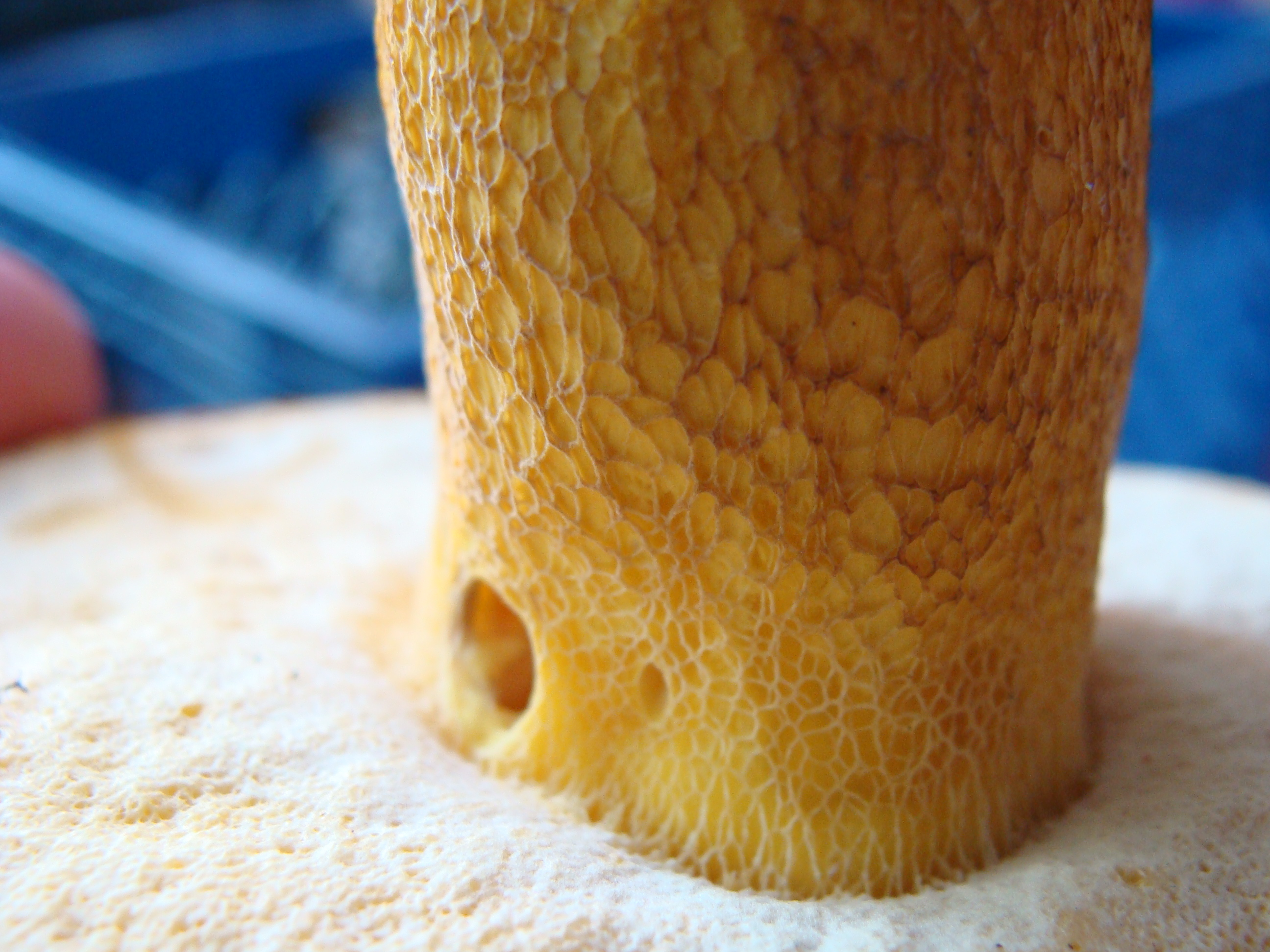
A parte superior do estipe é reticulada.

O píleo da B. auripes tem um formato convexo antes de se achatar um pouco na maturidade e atinge um diâmetro de 4 a 13 cm. A superfície do píleo é seca, com uma textura que varia de finamente tomentosa (coberta com pelos curtos) a quase lisa, e coloração de marrom amarelado a marrom castanho ou marrom acinzentado. A cor do píleo desbota com a idade. Da mesma forma, a carne - inicialmente amarela - desbota para esbranquiçada na maturidade. Diferentemente de outras espécies de Boletus, na B. auripes nem a superfície nem o tecido interno ficam azuis quando feridos ou expostos ao ar. O odor e o sabor do cogumelo não são característicos.
Inicialmente amarelo pálido a amarelo, a superfície dos poros desenvolve tons de oliva à medida que amadurece e, com frequência, torna-se deprimida perto da fixação ao estipe. Os poros são circulares a angulares e minúsculos, geralmente com menos de 1 mm de largura; os tubos têm de 1 a 2,5 cm de profundidade. O estipe amarelo-dourado tem de 7 a 10 cm de comprimento por 2 a 3 cm de espessura. Os estipes novos são tipicamente bulbosos ou em forma de taco, mas isso se equilibra um pouco à medida que o cogumelo cresce, e quando maduros os estipes apresentam forma de taco a quase iguais em largura em toda a extensão. O estipe é seco, sólido (não oco) e apresenta reticulação amarela, pelo menos na parte superior. Os micélios na base do estipe têm uma cor bege. O basidioma não tem um véu parcial nem um anel no estipe. A Boletus auripes é comestível.
Os cogumelos produzem uma esporada que é marrom-amarelada a marrom-oliva. Os esporos lisos e amarelados medem de 10 a 14 por 3 a 5 μm e variam em formato de aproximadamente elíptico a cilíndrico a subfusoide (um pouco fusiforme). Os basídios (células portadoras de esporos) são em forma de taco, com quatro esporos e medem 27,2 a 35,2 por 9,6 a 10,4 μm. O arranjo celular da pileipellis é uma tricoderme (em que as hifas mais externas emergem aproximadamente paralelas, perpendiculares à superfície do píleo), consistindo de hifas eretas com um diâmetro de 3,2 a 6,4 μm.

### Espécies semelhantes
As características de campo usadas para distinguir a Boletus auripes de possíveis espécies semelhantes incluem a superfície do píleo marrom-amarelada a marrom-castanho que se torna mais pálida com a idade, carne amarela que não mancha de azul quando ferida e um estipe reticulado. A B. aureissimus tem uma aparência semelhante, mas tem um píleo amarelo mel a amarelo brilhante ou amarelo-ocre, reticulação do estipe menos visível e uma área de distribuição mais limitada, abrangendo do oeste da Flórida ao Texas. A B. aureissimus var. castaneus tem um píleo marrom-arroxeado com uma textura aveludada.
A Boletus auripes se assemelha um pouco à B. aurantiosplendens, mas a última espécie tem um píleo de coloração mais variada que pode ser laranja, laranja amarronzado ou amarelado, e graus variáveis de reticulação do estipe. A B. hortonii tem um esquema de cores semelhante, mas não tem reticulação no estipe. A B. auripes tem uma semelhança superficial em termos de coloração com a espécie da Costa Rica B. lychnipes, conhecida apenas de uma área limitada no norte da Cordillera de Talamanca. A última espécie pode ser distinguida pela falta de reticulações na metade superior do estipe, uma reação de coloração marrom ou rosa-salmão no estipe em resposta ao manuseio e, microscopicamente, por uma margem estéril e pseudocistídios proeminentes. A Retiboletus retipes se distingue da B. auripes por um píleo mais escuro, tubos que não têm uma coloração oliva e um estipe com reticulação mais proeminente que se estende até a base. Em contraste com a B. auripes, a Hemileccinum impolitum tem uma superfície de píleo flocosa (lanosa) ou tomentosa e não apresenta coloração oliva nos tubos.

## Habitat e distribuição
A Boletus auripes é micorrízica e frutifica isoladamente, espalhada ou em grupos no solo sob árvores de folhas largas, especialmente carvalhos e faias, mas também foi registrada em associação com o louro da montanha (Kalmia latifolia). A espécie normalmente forma cogumelos entre junho e novembro.
A Boletus auripes tem uma distribuição disjunta e é um dos vários fungos encontrados tanto no leste da Ásia quanto no leste da América do Norte. Na América do Norte, onde é relativamente comum, a área de distribuição se estende do Alasca até o México ao sul e à leste até Nova York. Na América Central, foi registrada em Belize. O cogumelo também foi registrado em Taiwan, na China (incluindo Yunnan, Sichuan, Guangdong, Guangxi e Hunan) e no Japão. Foi relatado pela primeira vez no Extremo Oriente Russo em 2008.

## Links externos
- Imagens em Mushroom Observer
- Boletus auripes Index Fungorum